# Just Because!
Just Because! — японский аниме-сериал Хадзимэ Камосиды, автора Sakurasou no Pet na Kanojo, и Кисёки Химуры, автора Tawawa on Monday. 12-серийное аниме, выпущенное студией Pine Jam, транслировалось с октября по декабрь 2017 года.
Аниме получило литературную адаптацию. Первая часть истории — пролог к событиям аниме — содержалась в октябрьском выпуске журнала Da Vinci 2017 года, вышедшим 6 сентября. Автором обложки книги стал Ацуси Кобаяси.

## Сюжет
На дворе зима и до выпуска из школы осталось всего несколько месяцев. Большинство выпускников уже решили, что будут делать после школы и следуют к намеченной цели. Неожиданно в это время Эйта Идзуми переводится назад в школу в своем родном городе спустя четыре года, как покинул его. Его возвращение и воссоединение с друзьями со средней школы оказывает влияние не только на его жизнь, но и на окружающих.

## Персонажи
- Эйта Идзуми (яп. 泉 瑛太 Идзуми Эйта) — переведённый ученик, который возвращается в свой родной город спустя 4 года. Поскольку отец часто менял место работы, Эйте часто приходилось переводиться из школы в школу. Он состоял в бейсбольном клубе вместе с Харуто в средней школе.

Сэйю: Аой Итикава
- Мио Нацумэ (яп. 夏目 美緒 Нацумэ Мио) — бывший президент студенческого совета. Мио, Эйта и Харуто были одноклассниками в средней школе. Она планирует поступить в колледж и много учится, чтобы сдать экзамены.

Сэйю: Карин Исобэ
- Харуто Сома (яп. 相馬 陽斗 Со:ма Харуто) — член бейсбольной команды, уже знающий, где будет работать после выпуска. Он влюблен в Хадзуки, но та отказывает ему. Их отношения меняются в ходе сюжета. Хадзуки все же говорит, что не станет встречаться с ним, пока они оба не обеспечат себе стабильное будущее.

Сэйю: Тайси Мурата
- Хадзуки Морикава (яп. 森川 葉月 Морикава Хадзуки) — член школьного оркестра. Она уже выбрала колледж, в который будет поступать. На первый взгляд она ничем не выделяется среди одноклассников, но Харуто влюблен именно в нее.

Сэйю: Юна Ёсино
- Эна Комия (яп. 小宮 惠那 Комия Эна) — член школьного клуба фотографии, которому грозит роспуск. Эна на год младше остальных героев. Чтобы спасти свой клуб, она участвует в конкурсе фотографий. После знакомства с Эйтой влюбляется в него.

Сэйю: Линн

## Аниме
Изначально в 2017 году аниме было представлено как апрельская шутка под названием April 1st The Animation. Проект был подтвержден позже в том же году в июньском номере Megami Magazine издательства Gakken.
Sentai Filmworks приобрела лицензию на трансляцию сериала в США.